# Septoria chrysanthemella
Septoria chrysanthemella är en svampart som beskrevs av Cavara 1895. Septoria chrysanthemella ingår i släktet Septoria och familjen Mycosphaerellaceae.   Inga underarter finns listade i Catalogue of Life.